# ひしょ×ひしょ
『ひしょ×ひしょ』は、ゆ〜かりそふとが製作し、2009年9月18日に発売したアダルトゲームである。

## 概要
秘書との避暑地生活を題材とした作品である。大財閥の血を引く主人公に降って沸いた後継者レースへの参加で、教育係3人の秘書の助けを受けながら、総帥の座を目指すという内容となっている。主人公の教育係となる秘書は3人存在し、そのうちの1人とはより親しい関係になるという趣向が設けられている。また、知性の象徴である眼鏡を秘書ごとに着脱可能とする設定が設けられている。
本作は各種書籍などで紹介された前情報と作品内容が大きく異なることで知られている。主な点は以下の通りである。
- TECH GIANに掲載されていた前情報ではCG合計枚数が80枚とされていたが、発売された作品はCG観賞モードが開かないために枚数確認できず、パッチ適用後も48枚しか存在しない。
- Game-Styleなどに掲載されていた前情報では、教育係の秘書3人を攻略後はハーレムルートが存在するとされていた[2]が、発売された作品にはハーレムルートが存在しない。
- 前情報、および、作品発売後も引き続いて公式サイトや紹介サイト上に掲載されている主人公名は大輔であるが、実際には青島龍太郎の名前で登場する[3]。

また、本作発売後にメーカーに不具合指摘が多数寄せられたことから、急遽パッチが作成公開されるようになった。その際の問題は以下の通りである。
- Hシーンの半数以上が黒塗りのままとなっており、該当箇所では会話テキストと音声のみでイベントが進んでいくようになっていた。
- エンディング後であっても、CG閲覧、回想モード、音楽観賞を開くことができなかった。

なお、パッチ適用後も、アダルトゲームとしてはあまり見られない、以下のようなアダルト演出が設けられている。
- 立ち絵フェラ
  - フェラの場面で、専用CGが設けられていないシーンがある。いわゆる立ち絵の状態から、キャラクターを画面下部に配置し、クビだけが画面に現れた状態となっているフェラシーンが存在する。

## あらすじ
主人公の青島龍太郎は、バイトに明け暮れる、よくある貧乏大学生であった。夏休みの臨時バイトから帰り、まだ1ヶ月以上夏休みが残っているというある日、燕尾服の老人に呼び止められる。その老人は世界有数の財閥、紫宮（しのみや）財閥の執事であった。そして執事曰く、龍太郎は財閥の現総帥、紫宮柾綱（まさつな）の孫であるという。
現総帥は79歳の高齢で、後継者を決めなければいけないと考えていた。一見有力候補と見られていた財閥の社長や専務が水面下で派閥争いをしていることに現総帥は気付いていた。後継者をこれらの中から決めていては、すぐに財閥は内部から分裂してしまう、そう考えた現総帥は、全く違う後継者候補を考える。その1人が、財閥の中でもカリスマ性のあると噂される辻清久である。そしてもう1人の後継者候補が、現総帥の孫、つまり主人公の龍太郎である。この2人でどちらが後継者としてふさわしいかを、筆記試験によって決定するという、後継者レースが用意される。複数の秘書が様々な思いから、辻あるいは龍太郎に協力することとなり、結果、3人の秘書が龍太郎の教育係となった。

## 登場キャラクター
青島龍太郎（あおしまりゅうたろう）
本作の主人公。紫宮財閥の直系血族にあたるが、父と祖父は仲が悪く、父が財閥を飛び出して婿入りという形で庶民生活を過ごしてきたために、自身が紫宮財閥の血を引く者ということをこれまで全く知らなかった。
風見野つばめ・ベアトリーセ（かざみの -）
声：倉田まりや
赤髪ロングの秘書。日独ハーフで、テンションが高い元気娘。色々な世界を見てみたい、色々な人に出会いたい、という理由から、短期契約の秘書というスタンスを通している。世界各国の実業家から正式に秘書になってほしい旨の誘いが掛かるほどの有能秘書であり、この仕事の後も既に予定が埋まっているという。行動派の彼女は、運動も全般的に得意である。海外を飛び回っていた経緯から、世界中のいろいろな料理を知っているが、作るのは苦手。
現総帥に主人公の教育係を頼まれた彼女であったが、このちょっと変わった依頼は、いろいろな人に出会いたいという彼女の好奇心を満たすものであったというのが、主人公に協力することとなったきっかけである。
真砂谷ほたる（ますなや -）
声：御苑生メイ
青髪ロングの秘書。3人の中では一番の巨乳。一見温和だが、怒らせると恐いタイプである。短大卒業後の4年間、現総帥の秘書を務めて今に至る。田舎旅館の生まれであり、旅館の経営が悪化して性質の悪い金貸しから借りた借金の、法外な利息返済に困っていたところ、当時の旅館の常連客であった総帥が適正な利息となるように話をつけてくれたことへの恩返しから、秘書の道を選ぶこととなった。旅館の頃の経験から、和食料理が得意である。運動は得意ではない。
総帥には恩義を感じており、主人公が総帥と同じ血を引くものであるというのが、主人公に協力することとなった理由である。また、血縁者である青島に総帥の座を継いでほしいというのが現総帥の真意だと、ほたるは考えており、それも主人公に協力することとなった一因である。
紫宮あげは（しのみや -）
声：湖月紅れ葉
金髪セミロングの秘書。紫宮財閥の一員であり、主人公の従妹にあたる。主人公より年下であるが、非常に勝気な性格。また、人に発破をかけるのも得意である。幼い頃から神童と呼ばれ、海外の大学に飛び級進学し、既に博士号を持っている。
野菜嫌いだが、料理を作ることはできる。一番の自慢はあげはスペシャル。味は文句のつけようがないレベルであるが、見た目はグロテスク。お嬢様ということもあり、社交ダンスが得意。
主人公を選んだ理由は、彼女には後継者選抜に勝った者と政略結婚させられるという事情があり、それを潰してもらいたいというのが理由である。主人公が総帥になれば、主人公の鶴の一声でその政略結婚を潰すことができるというわけである。
閉所恐怖症、暗闇恐怖症であり、トイレに入るときも鍵を掛けることはない。そのような事情から、主人公は用を足している最中のあげはと、トイレで初対面を迎えることとなる。
辻清久
後継者レースのライバルである。
弱いものにはとことん強いタイプ。目的のためには手段を選ばないなどの悪い噂も聞かれる。
高部涼風
声：桃井いちご
ライバルである清久の秘書。

## ゲームシステム
ゲームシステムはテキスト選択肢タイプ、マップシステムを設けていない一般的なアドベンチャーゲームとなっている。シナリオエンジンには椎名里緒を使用。日の変わり目のタイミングではアイキャッチが入る演出が施されている。
また、ゲーム途中に何度か、後継者レースの筆記試験、あるいはその練習問題（筆記試験の前日に実施される）として、2択クイズが登場する。後継者たるもの、「経営関係」「一般教養」「経済関係」「政治の傾向（経済、景気は世界各国の政治から生まれる）」を知っておかなくてはいけないと作中で示されているが、登場する2択クイズは、白熊が住んでいるのは北極か南極か、太陽が月に覆い隠される現象は日食か甘食か、などのようなレベルのクイズである。このクイズには時間制限は設けられていないが、筆記試験本番においては一定以上の正答を得ないと、試験終了後に即座にゲームオーバーとなる。問題数は10問程度しか用意されていないため、1つのゲーム中に同じ問題が何度も登場する。
シナリオ展開は、前半は教育係の秘書3人を対象とした共通パートとなっている。それまでは勉強時間中、秘書3人から教わるようになっていたが、ある事件により、1人は勉強教育係としてつきっきりとなり、他の2人は家事の合間に勉強を手伝うアシスタントこととするように役割分担を変えることとなった。この後半からは、3人の協力の下に総帥の座を目指す日常という基本構成は変わらないが、つきっきりとなった特定の1人を対象としたイベントが多発するようになり、他の2人はストーリー展開上は脇役に回るようになる。前記のように、前情報では3人の攻略後にハーレムルートが登場することとなっていたが、発売されたゲームにはそのシナリオは用意されていない。

## スタッフ
- 原画・脚本原案：今井ハートブレイク
- 脚本：だいち、iio
- 音楽：サラダ
- プログラム：ドミナント、よしくん
- 音響製作：AG-promotion
- 監督：iio

## 主題歌
エンディングテーマ「愛とキミとそよ風と」
作詞、作曲、歌：非公開